# ويلي ويليام
ويلي ويليام (من مواليد 14 أبريل 1981) هو مغني ودي جي ومنتج موسيقي فرنسي، اشتهر بتشكيلاته الخاصة بالنادي وتعاونه مع عدد من فناني موسيقى الرقص. ولد ويلي لأبوين مهاجرين من موريشيوس.

## وصلات خارجية
- ويلي ويليام على موقع IMDb (الإنجليزية)
- ويلي ويليام على موقع ميوزك برينز (الإنجليزية)
- ويلي ويليام على موقع أول ميوزيك (الإنجليزية)
- ويلي ويليام على موقع ديسكوغز (الإنجليزية)